# Гамова, Екатерина Александровна
Екатери́на Алекса́ндровна Га́мова (с 2013 года выступала под фамилией Га́мова-Мукасе́й; род. 17 октября 1980, Челябинск) — российская волейболистка, игрок национальной сборной в 1999—2012 и 2014 годах, двукратная чемпионка мира. Заслуженный мастер спорта России. Лучшая спортсменка России в 2010 году. Факелоносец церемонии открытия Всемирной летней Универсиады 2013 года в Казани.

## Биография

### Челябинск
Екатерина Гамова родилась в Челябинске, обучалась в средней школе № 71 со спортивными классами, волейболом начинала заниматься с восьми лет под руководством своей тёти Любови Борисовны. К 11 годам рост Гамовой составлял уже 172 сантиметра, к этому времени она окончательно выбрала волейбол, хотя поначалу посещала также баскетбольные и гандбольные тренировки, и продолжила волейбольное образование в спортшколе «Метар» Металлургического района Челябинска.
3 января 1995 года, в 14-летнем возрасте, была зачислена в челябинскую команду мастеров «Метар». В 1996 году выиграла первый титул в карьере — Кубок России. В Челябинске Екатерина выступала на позиции центральной блокирующей, а в амплуа диагональной начала играть в 1997 году в молодёжной сборной, а затем и в «Уралочке».

### Екатеринбург
В 1998 году на сборах в Алуште Гамова получила предложение переехать в Екатеринбург в знаменитую «Уралочку», возглавляемую тренером сборной России Николаем Карполем. Спортсменка подписала контракт с клубом из Екатеринбурга сроком на 15 лет.
В марте 1999 года «Уралочка» и её дочерняя команда «Уралтрансбанк», за которую выступала Гамова, встретились в финале чемпионата России и номинально вторая команда едва не обыграла первую, ведя по сетам 2:1. Екатерина Гамова впервые стала призёром чемпионата России, а об этом матче позднее вспоминала как об одном из лучших в своей карьере. В том же сезоне в составе «Уралтрансбанка» она также стала участницей «Финала четырёх» Кубка Европейской конфедерации волейбола, проходившего в Неаполе.
В сезоне-2000/01 Гамова, выступая за основную «Уралочку», стала чемпионкой России и бронзовым призёром Лиги чемпионов. На проходившем в Нижнем Тагиле полуфинале главного еврокубка она принесла команде 37 очков, но их не хватило для победы над итальянской «Моденой».
По итогам сезона-2002/03 Гамова в третий раз подряд стала чемпионкой России, но очередная попытка «Уралочки» выиграть Лигу чемпионов вновь закончилась неудачно: несмотря на отличную игру Гамовой, ставшей самой результативной на «Финале четырёх» в польской Пиле, её команда в финале уступила «Канну». Следующий чемпионат России Гамова отыграла во входившей в систему «Уралочки» команде «Динамо» (Московская область). В полуфинале с «Балаковской АЭС» она установила рекорд чемпионата — 43 очка, в финале с «Уралочкой» забила 34, но победа в итоге осталась за коллективом из Екатеринбурга.

### Москва
Осенью 2004 года Гамова объявила о решении уйти из «Уралочки» в московское «Динамо». Решение о расторжении контракта с «Уралочкой», действовавшего до 2013 года, было принято Железнодорожным районным судом Екатеринбурга; в конце 2004 года переход спортсменки в «Динамо» был утверждён на заседании Всероссийской федерации волейбола.
В апреле 2005 года «Динамо» и «Уралочка» ожидаемо встретились в финале чемпионата России, где новая команда Гамовой уступила 0:3.
В 2006—2009 годах Гамова в составе «Динамо» три раза становилась чемпионкой России и один раз серебряным призёром.

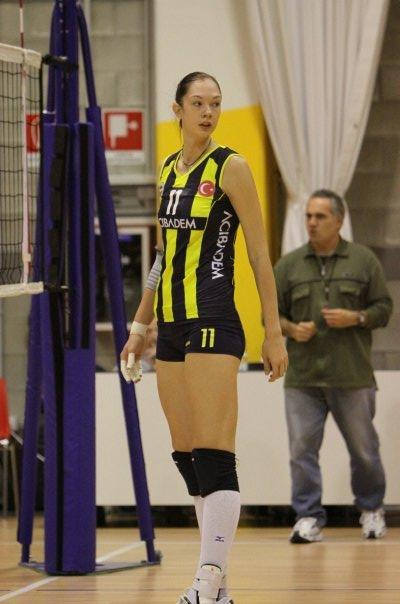
В игре за «Фенербахче», 2010 год

### Стамбул
Сезон 2009/10 годов Гамова провела в Турции, выступая за стамбульский «Фенербахче». Начав с выигрыша Суперкубка Турции, «Фенербахче» без единого поражения первенствовал в Кубке и чемпионате страны и лишь в финале Лиги чемпионов — 39-м матче сезона — победная серия была прервана. Гамова стала самой результативной на «Финале четырёх» в Каннах. Летом 2010 года перешла в казанское «Динамо».

### Казань
В составе «Динамо» Гамова провела шесть сезонов и стала одним из главных творцов успехов команды, выигравшей в 2011—2015 годах пять чемпионатов России подряд. Трижды становилась обладательницей Приза Людмилы Булдаковой как лучшая волейболистка российского первенства. Весной 2014 года она завоевала золотые медали Лиги чемпионов и клубного чемпионата мира и была признана самым ценным игроком обоих турниров. В составе казанской команды она также два раза побеждала в розыгрышах Кубка России.
Лишь сезон-2015/16, часть которого Гамова пропустила из-за рецидива травмы ноги, не принёс ей и «Динамо» ни одного титула. По окончании этого сезона волейболистка не стала продлевать контракт с казанским клубом и заявила, что решение о продолжении карьеры примет после Олимпийских игр в Рио-де-Жанейро. 18 мая 2016 года в прямом эфире телеканала «Матч ТВ» Гамова сообщила, что завершает профессиональную карьеру из-за невозможности принять участие на Олимпийских играх в по состоянию здоровья.
Прощальный матч Екатерины Гамовой состоялся 1 октября 2016 года в казанском Центре волейбола «Санкт-Петербург». В нём приняли участие сильнейшие составы динамовок Москвы и Казани. Стартовый сет Гамова сыграла за «Динамо-Казань», начало второго игрового отрезка провела в составе московского «Динамо», покинув площадку после первого технического перерыва. Игровая майка с фамилией «Гамова» была поднята под своды Центра волейбола, а её 11-й игровой номер в казанском клубе выведен из обращения.

### В сборной России

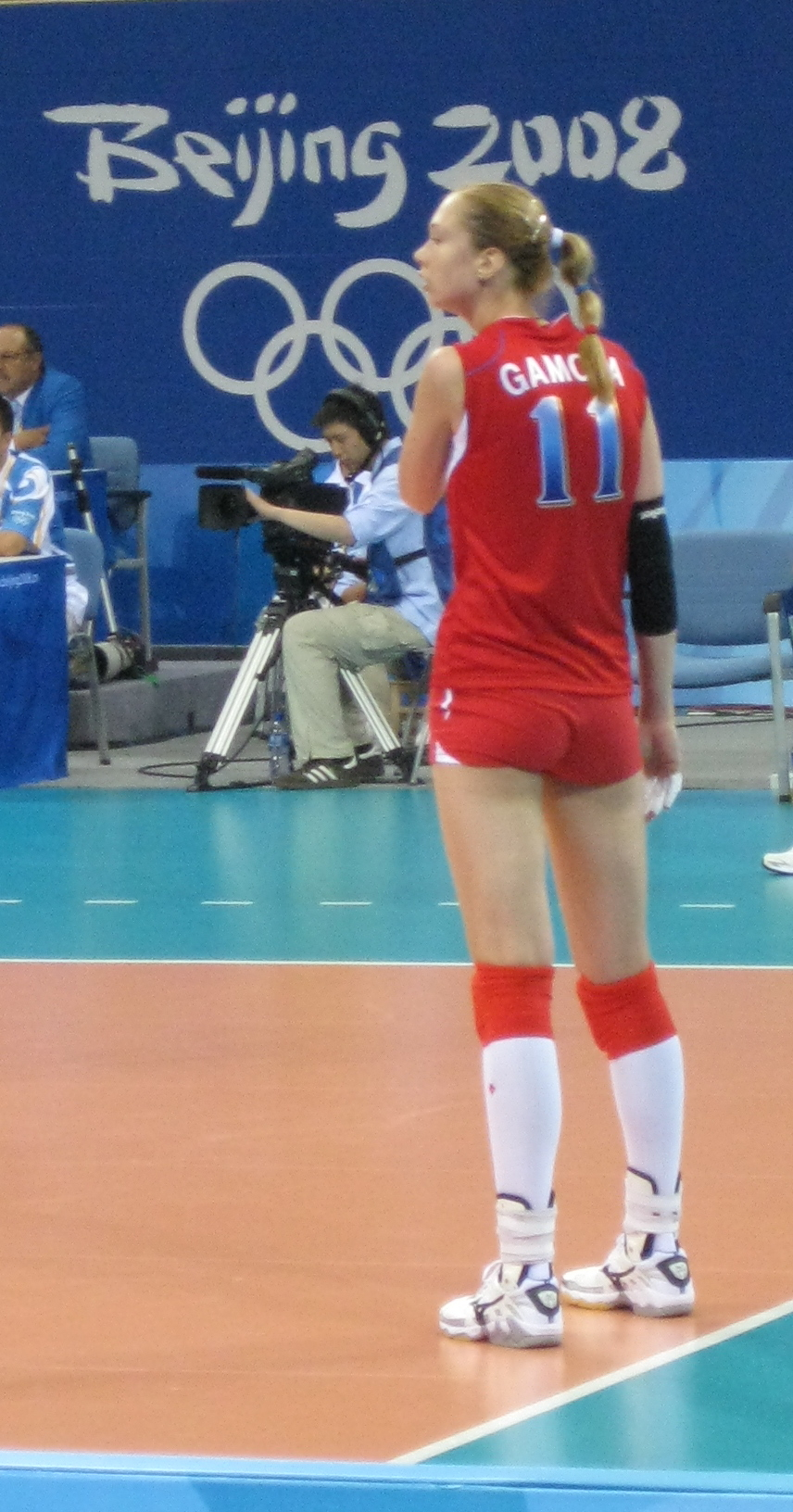
На Олимпийских играх в Пекине, 2008 год

С 1997 года Гамова выступала в составе молодёжной сборной России, выиграла чемпионат мира-1997 и серебро чемпионата Европы-1998.
Осенью 1998 года отправилась со сборной России в Японию на чемпионат мира, но на площадку не выходила: Николай Карполь аккредитовал молодую волейболистку в качестве тренера, дав ей возможность ощутить атмосферу большого турнира.
В 1999 году Гамова провела первые матчи в составе сборной России: в январе она играла на международном турнире в Бремене, в июне — в квалификационных матчах чемпионата Европы и на турнире Montreux Volley Masters в Швейцарии. В июле в составе студенческой сборной стала серебряным призёром Универсиады, проходившей в испанской Пальме, а затем присоединилась в главной команде и провела несколько игр в рамках Мирового Гран-при в Китае. Оттуда она отправилась в молодёжную сборную, которую догнала в Москве за несколько часов до вылета в Канаду на чемпионат мира.
Молодёжный чемпионат мира завершился победой для российской команды, а её лидер Гамова стала самым результативным игроком турнира и от канадских журналистов получила созвучное с фамилией и характеризующее игру прозвище «Game over». В том же 1999 году вновь в составе национальной сборной Гамова выиграла свой первый чемпионат Европы и серебряную медаль Кубка мира.
Летом 2000 года Гамова завоевала приз лучшей блокирующей финального турнира Гран-при и была включена в заявку сборной России на Олимпийские игры в Сиднее. Она не была игроком стартового состава команды Николая Карполя, выигравшей серебряные медали, но выходила на площадку в семи матчах и набрала 9 очков.
В составе сборной в 2001 году выиграла чемпионат Европы и ярко выступила на Всемирном Кубке чемпионов, где была лучшей по игре на блоке и самым результативным (102 очка) игроком турнира, опередив на 3 очка подругу по команде Евгению Артамонову.
В 2002 году сборная России победно завершила очередной розыгрыш Гран-при и стала третьей на чемпионате мира в Германии. На мировом первенстве Гамова набрала 209 очков, уступив по результативности только кубинке Юмилке Руис, была второй по игре на блоке и на подаче.
На Олимпийских играх в Афинах вместе с Любовью Соколовой Гамовой пришлось разделить практически всю нагрузку в нападении российской команды. Она стала самым результативным игроком олимпийского турнира, набрав 204 очка: 160 в атаке, 31 на блоке и 13 на подаче. По эффективности блока превзошла всех, по проценту реализации атак была на турнире третьей, но лучшая по этому показателю китаянка Чжан Пин атаковала почти в два раза меньше (182 раза против 349 у Гамовой). В проигранной в равной борьбе сборной Китая финальной игре, ставшей одним из самых красивых событий Олимпиады, Гамова заработала 33 очка, после матча не могла сдержать слёз, а в интервью журналистам сказала: «Нам ещё есть к чему стремиться…»
В ноябре 2006 года российская команда впервые выиграла чемпионат мира; в финальном матче против Бразилии Гамова набрала 28 очков, в том числе последнее, завершившее драматичную пятую партию в пользу России. По общей результативности на турнире Гамова заняла 4-е место. При новом тренере сборной России, итальянце Джованни Капраре, Гамова неизменно была участницей всех официальных турниров.
В 2007 году она стала бронзовым призёром и самым результативным игроком чемпионата Европы в Бельгии и Люксембурге.
После Олимпийских игр-2008 в Пекине, где сборная России не смогла стать призёром, Гамова ненадолго прервала карьеру в национальной сборной, но вернулась в команду, руководимую уже Владимиром Кузюткиным, во время следующего крупного старта — розыгрыша Гран-при 2009 года.
14 ноября 2010 года в Токио Гамова, как и четырьмя годами ранее, поставила победную точку в финальном матче чемпионата мира, а всего в игре со сборной Бразилии она набрала 35 очков из 106, забитых сборной России. За выдающуюся игру Гамова была награждена призом MVP чемпионата мира. В России она была признана лучшей спортсменкой года по версиям «Советского спорта», «Спорт-Экспресса», «Новых известий», стала лауреатом приза «Золотой пьедестал» по версии зрителей телеканала «Россия-2» и премии «Серебряная лань» Федерации спортивных журналистов России.
В июле — августе 2012 года Гамова в четвёртый раз была участницей Олимпийских игр. В Лондоне сборная России повторила результат предыдущей Олимпиады, не сумев выйти в полуфинал. После окончания турнира Гамова заявила, что скорее всего не выступит на следующих Играх, позднее подтвердила решение завершить карьеру в сборной, но осенью 2014 года сыграла за неё на чемпионате мира в Италии.

### Тренерская работа
В начале 2017 года Гамова была назначена куратором российских женских юниорских сборных и ассистентом главного тренера сборной России U18. На дебютном турнире Гамовой в качестве тренера — чемпионате Европы среди девушек, состоявшемся в апреле в нидерландском Арнеме, — российская команда завоевала золотые медали. По итогам мирового первенства в этой возрастной категории, проходившего в августе в Аргентине, сборная России заняла третье место.
В июле 2017 года Гамова была в составе делегации на первом в истории чемпионате Европы среди девушек до 16 лет в Болгарии, который принёс юным россиянкам серебряные награды.

## Физические параметры
- Вес: 80 кг[38]
- Рост: 202 см[39][40]
- Размер ноги: 45[41]
- Высота атаки: 321 см[38]
- Высота блока: 310 см[38]

## Достижения

### Со сборными России
- В составе молодёжной сборной России: чемпионка мира (1997 и 1999), серебряный призёр чемпионата Европы (1998).
- В составе студенческой сборной России: серебряный призёр Универсиады (1999).
- В составе сборной России:
  - двукратный серебряный призёр Олимпийских игр (2000 и 2004),
  - двукратная чемпионка мира (2006 и 2010), бронзовый призёр мирового первенства-2002,
  - двукратная чемпионка Европы (1999 и 2001), бронзовый призёр чемпионатов Европы (2005 и 2007).
  - серебряный призёр Кубка мира (1999),
  - серебряный призёр Всемирного Кубка чемпионов (2001),
  - победитель (2002), серебряный (2000, 2003, 2006, 2009) и бронзовый (2001) призёр Гран-при.

### С клубами
- победительница Лиги чемпионов (2013/14), финалистка (2002/03, 2006/07, 2008/09, 2009/10) и бронзовый призёр (2000/01, 2011/12) Лиги чемпионов.
- бронзовый призёр Кубка Европейской конфедерации волейбола (1998/99), финалистка Кубка лучших команд ЕКВ (2005/06).
- победительница клубного чемпионата мира (2014).
- 11-кратная чемпионка России (2000/01, 2001/02, 2002/03, 2005/06, 2006/07, 2008/09, 2010/11, 2011/12, 2012/13, 2013/14, 2014/15), серебряный призёр чемпионатов России (1998/99, 1999/2000, 2003/04, 2004/05, 2007/08).
- 4-кратная обладательница Кубка России (1996, 1997, 2010, 2012), финалистка (2007, 2008, 2011, 2013, 2015) и бронзовый призёр (2005, 2006) Кубка России.
- чемпионка Турции (2009/10), обладательница Суперкубка и Кубка Турции (2010),

### Личные
- 2000: лучшая блокирующая финального этапа Гран-при.
- 2001: самый результативный игрок и лучшая блокирующая Всемирного Кубка чемпионов.
- 2003: самый результативный игрок финального этапа Гран-при.
- 2004: самый результативный игрок и лучшая блокирующая олимпийского турнира.
- 2004: лучшая волейболистка Европы.
- 2006: самый результативный игрок финального турнира Гран-при, лучшая подающая «Финала четырёх» Лиги чемпионов.
- 2007: премия «Слава» в номинации «За волю к победе».
- 2007: самый результативный игрок чемпионата Европы.
- 2007: лучшая нападающая «Финала четырёх» Кубка России.
- 2008: лучшая нападающая и самая результативная группового этапа Лиги чемпионов.
- 2009: самый результативный игрок «Финала четырёх» Лиги чемпионов.
- 2010: самый результативный игрок «Финала четырёх» Лиги чемпионов.
- 2010: MVP (самый ценный игрок) чемпионата мира в Японии.
- 2010: лучшая спортсменка года по версии зрителей ТК «Россия-2».
- 2010: MVP и лучшая нападающая «Финала четырёх» Кубка России.
- 2011: лучший игрок чемпионата России — обладательница Приза Людмилы Булдаковой[14].
- 2011: лучшая нападающая «Финала четырёх» Кубка России.
- 2012: самый результативный игрок и лучшая нападающая Европейского олимпийского отборочного турнира.
- 2012: лучшая нападающая «Финала четырёх» Кубка России.
- 2013: лучший игрок чемпионата России — обладательница Приза Людмилы Булдаковой[15].
- 2013: лучшая нападающая «Финала шести» Кубка России.
- 2014: MVP и самый результативный игрок «Финала четырёх» Лиги чемпионов.
- 2014: MVP и лучшая диагональная клубного чемпионата мира.
- 2014: лучший игрок чемпионата России — обладательница Приза Людмилы Булдаковой[16].
- 2017: диплом Международного комитета fair play (CIFP) в номинации «Трофей Жана Боротра за безупречную спортивную карьеру»[42].

## Награды и звания
- Заслуженный мастер спорта России (2000).
- Медаль ордена «За заслуги перед Отечеством» II степени (19 апреля 2001) — за большой вклад в развитие физической культуры и спорта, высокие спортивные достижения на Играх XXVII Олимпиады 2000 года в Сиднее[43].
- Медаль ордена «За заслуги перед Отечеством» I степени (3 октября 2006) — за большой вклад в развитие физической культуры и спорта, высокие спортивные достижения[44].
- Почётный знак «За заслуги в развитии физической культуры и спорта» (2016)[45].
- Орден «Дуслык» (2016) — за выдающиеся заслуги в развитии физической культуры и спорта, значительный вклад в достижение высоких спортивных результатов[46].

## Вне площадки
- В 2004 году Екатерина Гамова защитила диплом в Уральской государственной академии физической культуры, в 2005—2009 годах обучалась на факультете журналистики Российского государственного социального университета[30].
- После Олимпийских игр в Лондоне, 17 августа 2012 года Гамова вышла замуж за кинооператора и продюсера Михаила Мукасея, сына режиссёра и актрисы Светланы Дружининой и кинооператора Анатолия Мукасея[47]. С сезона-2013/14 волейболистка выходила на площадку в игровой майке с надписью «Гамова-Мукасей». 15 сентября 2019 года у пары родился сын[48].
- В 2011 году в рамках имиджевой кампании Международной федерации волейбола FIVB Heroes немецкой фирмой была изготовлена из пенополиуретана статуя Екатерины Гамовой высотой около 5 м (включая деревянное метровое основание) и массой около 400 кг. Она выставлялась в разных городах мира, внутри спортивных комплексов, в частности в токийском Yoyogi National Stadium (одной из арен Кубка мира-2011) и лондонском Earls Court, принимавшем матчи волейбольного турнира XXX Олимпийских игр. 9 июня 2012 статуя была установлена на Поклонной горе в Москве в связи с проведением этапа Мирового тура по пляжному волейболу, а годом позже была доставлена в Казань — столицу летней Универсиады. По окончании Универсиады статуя украсила фойе казанского Центра волейбола «Санкт-Петербург»[49][50].
- 25 января 2013 года во Владивостоке Гамова участвовала в первом российском этапе эстафеты огня Универсиады-2013. В ночь с 6 на 7 июля на церемонии открытия Всемирных студенческих игр вместе Иреком Зариповым, Тагиром Хайбулаевым и Наилем Якуповым зажгла огонь Универсиады на «Казань-Арене»[51].
- 1 октября 2016 года в Казани после завершения прощального матча Екатерины Гамовой состоялось официальное открытие «Школы Гамовой», созданной по инициативе самой волейболистки на базе Казанского училища олимпийского резерва. Первый набор в эту школу состоялся двумя месяцами ранее. Её ученицы входят в состав сборной России 2002—2003 годов рождения, которой руководит Светлана Сафронова[52].
- С июля 2016 года Гамова входит[источник не указан 76 дней] в состав комиссии спортсменов Международной федерации волейбола[53], с сентября 2017 года — в состав комиссии спортсменов Европейской конфедерации волейбола[54].
- В опубликованном радиостанцией «Эхо Москвы» в январе 2012 года рейтинге «100 самых влиятельных женщин России» Екатерина Гамова заняла 92-е место[55].
- С 1 ноября 2019 года начала сотрудничество в качестве амбассадора букмекерской конторы «Пари-Матч».[источник не указан 76 дней]